# 阿爾斯巴赫河 (埃姆舍爾河支流)
51°30′53.3″N 6°50′30.36″E / 51.514806°N 6.8417667°E
阿爾斯巴赫河（德語：Alsbach），是德國的河流，位於該國西部，處於北萊茵-威斯特法倫州，屬於埃姆舍爾河的支流，河道全長3.9公里，河畔城鎮有奥伯豪森。